# 呉濁流
呉 濁流（ご だくりゅう、簡体字: 吴浊流; 繁体字: 吳濁流; 拼音: wú zhuó liú 1900年6月2日 - 1976年10月7日）は、台湾の作家、詩人。本名は呉 建田（簡体字: 吴建田; 繁体字: 吳建田; 拼音: wú jiàntián）。濁流は後のペンネームで、教師、記者を経て作家となった。日本統治時代に生まれ、台湾人でアイデンティティ問題を取り扱った先駆者である。代表作には『アジアの孤児』などがある。

## 生い立ち
1900年、台湾の新竹県新埔鎮、客家の家庭に生まれる。忙しい両親に代わって祖父に面倒を見てもらい、領台当初における抗日の話を聞いたり、伝統的学問の薫陶を受けたりして育った。しかし1910年、村の書房廃止をきっかけに、公学校に入学することとなった。1916年に新埔公学校を卒業し、台北師範学校に入学。4年後、同学校を卒業し、新埔公学校の照門分校に配属されるも、授業内容や論文が植民地教育に対して否定的であり、過激という理由から、たった2年で苗栗県西湖郷の四湖の公学校へと左遷された。ここで、日本人女性教師袖川氏と出会う。彼女の勧めにより、日本語で書いた短編小説集『くらげ』を、雑誌「台湾新文学」上に発表。これを機に、彼の小説家としての作品づくりが始まる。また彼はこの時、高度な日本教育を受けているにもかかわらず、自らの漢詩への興味から「苗栗詩社」に参加した。彼の、生活上の細部・経歴・思想・感情といったものを表現した漢詩は、1000以上にも上るとされている。

## 教員・記者としての経験
1937年、盧溝橋事件が勃発すると、日本は軍国主義を強め、台湾では植民者による皇民化政策・運動が広まり、より一層厳しい統治政策が始まった。そんな中、1940年に新埔で行われた運動会では、日本国籍の視学官が台湾教師に暴力を振るうという事件が起きる。その姿を見た呉濁流は、台湾人として、この上ない憤りを感じ、自らの教師生活に幕を閉じた。この経緯に類するものが、『アジアの孤児』の作品の中でも書かれている。教師生活に終わりを告げた呉濁流は汪兆銘政権下の南京に行き、『大陸新報』の記者となった。そこでの同胞との出会いから「中国人ではない台湾人」というジレンマを抱えた呉濁流は、『南京雑感』を執筆する。中国人でも日本人でもない「台湾人」の、双方から信用されないというアイデンティティの矛盾は、後の作品で重要なテーマとなる。そして1941年真珠湾攻撃が勃発し、日本人は勝利の喜びに陶酔した。しかし呉濁流は、日本敗戦の可能性を敏感に察知し、故郷である台湾に戻った。

## 『アジアの孤児』
この作品は、第二次世界大戦など半世紀にわたる台湾史が描かれている。呉濁流が青年時代に15年間過ごした西湖の雲梯書院が小説の始まりとなっている。日本の植民地支配下にあった台湾の知識青年「胡太明」を主人公として書かれた「孤児意識」をテーマにした作品である。当初『胡志明』、『孤帆』などの名称で出版されていたが、後1956年に『アジアの孤児』と改題され、主人公の名前も戦後の冷戦の関係により「胡志明」（「ホー・チ・ミンを連想させる）から「胡太明」に改められた。戦争中の1943〜1945年にかけて執筆されており、彼自身の体験してきた台湾史や「日本統治下」に対する政府批判、そしてその中で感じた「中国人にもなれず、日本人にもなれない台湾人」の葛藤、アイデンティティの矛盾が書かれている。それ故に自分自身が何者であるのか悩み、最後は主人公が発狂したところで作品は幕を閉じる。植民地下の時代に苦しむ「台湾人」を描くことで植民地体制の本質を浮き彫りにし、その残虐な行為の一部分を読者に伝え、作品として残そうとしたのである。こうした内容であるため、日本人に見つからないよう密かに執筆し、原稿は故郷の家屋に隠していた。1945年に脱稿を迎えた後、彼にとっては出世作として広く知れ渡るようになった。なお、『アジアの孤児』というタイトルは、時代に翻弄された当時の台湾人をアジアの中で「帰属する対象を持たない孤児」として表現したものとされている。呉濁流の没後、友人梁景峰は、彼を記念する詩を書き、若手歌手李双澤により曲がつけられ歌にもなった。同曲は2002年の冬、「交工楽隊」と呼ばれる台湾人バンドにより、「アジアの孤児」というタイトルでカバーされ、「台北客家人文脚踪活動2002」のライブ会場で披露された。

## 戦後の活動
戦後、中国国民党抑圧下においても呉濁流は依然として、台湾の将来的建設のための提言を含む『夜明け前の台湾』や、大陸からの外省人の横暴を批判した『ポツダム科長』を執筆した。また、小説『銅臭』では中国国民党政府の無能さを痛烈に批判した。その後、戒厳令により台湾人作家の作品発表が困難になったが、それに対して、1964年『台灣文芸』という雑誌を創刊することで台湾人作家による発表の場を確保し、同雑誌では1965年から呉濁流文学賞を設置した。これらの雑誌と賞を通して、多くの若い本土作家が次から次へと台湾文学の新しい命を生みだし、台湾社会は更なる変化を遂げようとしていた。その後日本統治時代の文学は、少しずつではあるが注目をされるようになり、1975年頃からは新旧の知識人同士交流も始まっていた。しかし翌年の1976年、彼は突然病気で倒れ、そのままこの世を去った。「拍馬屁的不是文學（媚びへつらうのは文学ではない）」と口癖のように言っていた彼には後、「鉄血詩人」の称号が与えられることとなる。

## 作品の特徴
呉濁流の作品の最大の特徴は、語ることがタブーとされていた歴史をあえて題材に取り上げ、残したということである。例えば、「二・二八事件（1947年）」を描いた『無花果』や「白色テロ」を扱った『台湾連翹』が挙げられる。これらの作品を通じて、事件に関する事実、及び歴史認識が後の世代に伝わるきっかけとなった。

## 主な作品
- 1936年『水月』
- 1947年『夜明け前の台湾』
- 1948年『ポツダム科長』
- 1956年『アジアの孤児』
- 1970年『無花果』
- 1972年『泥濘に生きる』
- 1973年『台湾連翹』

## 参考資料

### 映像
- 公共電視台 臺灣 百年人物誌 2003年
  - 生い立ち 0〜9:07
  - 教員・記者としての経験 9:07〜13:27
  - 『アジアの孤児』 全体
  - 戦後の活動 13:28〜25:00
  - 作品の特徴 17:36〜21:49

### 文献
- 丸川哲史「台湾のポスト植民地期（1945-50）における文学―異文化接触とステレオタイプの形成―」（日本台湾学会報 第三号 2001年）
- 李郁惠「呉濁流『アジアの孤児』論 ―その地政学的配置とジェンダー―」（日本台湾学会 第二号 2000年）
- 呉 濁流「アジアの孤児-日本統治下の台湾」（新人物往来社 1973年）
- 村上秀夫「台湾-呉濁流『夜明け前の台湾』『泥寧に生きる』を読んで―」（アジア経済旬報 1973年）
- 山口守「境外の文化--環太平洋圏の華人文学/呉濁流と国語問題」（汲古書院 2004年）
- 河原功『日本統治期台湾文学集成30呉濁流作品集』（緑蔭書房 2007年）

### サイト
- 「吳濁流‧著作目錄」『台湾客家博物館 呉濁流首頁』 2011年11月9日閲覧
- 「吳濁流 照片」『台湾客家博物館 呉濁流首頁』 2011年11月9日閲覧
- 「台湾文学発展年表」『国立台湾文学館』 2011年11月16日閲覧
- 「維基百科，自由的百科全書」『吳濁流文學獎』 2011年11月9日閲覧 zh:吳濁流文學獎#.E7.AC.AC.E4.B8.80.E5.B1.86.EF.BC.9A1970.E5.B9.B4